# Georg Erhard Hamberger

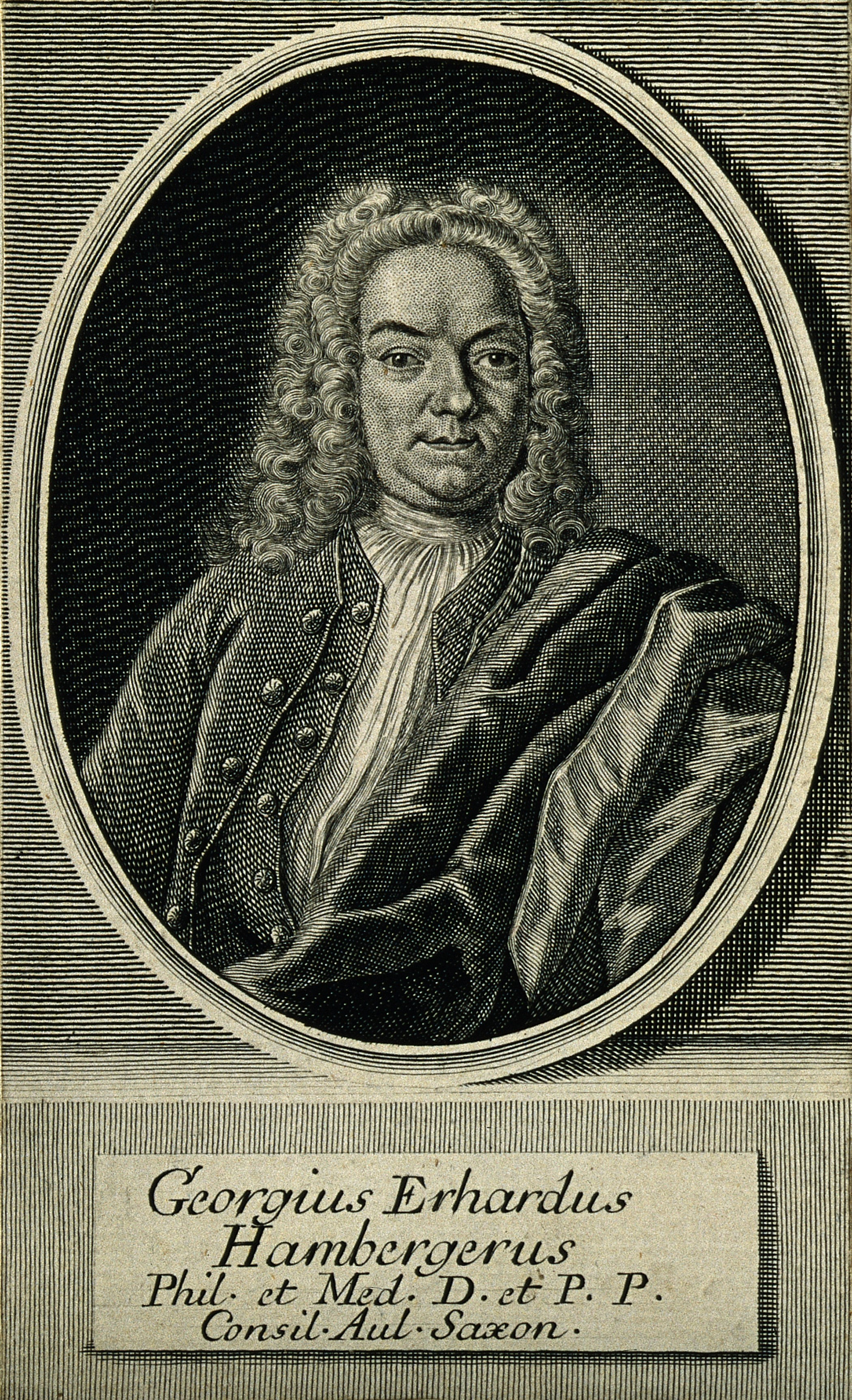
Georg Erhard Hamberger

Georg Erhard Hamberger (* 21. Dezember 1697 in Jena; † 22. Juli 1755 ebenda) war ein deutscher Arzt.

## Leben
Sein Vater war der Mathematik- und Physikprofessor Georg Albrecht Hamberger (1662–1716). Ab 1714 studierte er auf Wunsch seines Vaters auch diese Fächer, erkannte aber bald seine Neigung zur Medizin und besuchte heimlich die anatomische Vorlesungen von Johann Adrian Slevogt (1653–1726). Bei einem Universitätsgärtner lernte er die Anfangsgründe der Botanik. Nach dem Tode des Vaters im Jahr 1716 wandte er sich ganz der Medizin zu. Slevogt übertrug ihm in der Anatomie die Anfertigung der für Demonstrationen bestimmten Präparate. Praktische Heilkunde lernte er bei Johann Adolph Wedel (1675–1747). 1717 erwarb er seinen Magister der Philosophie und 1721 wurde er Doktor der Medizin.
1724 wurde er zum Landphysicus des Kreises Weimar ernannt und 1726 zum Prof. extraord. der Mathematik und Physik in Jena erwählt. Drei Jahre darauf wurde ihm die Verwaltung des Landphysicates übertragen. 1734 wurde er in Jena zum Hofrat und 1737 zum ordentlichen Professor der Mathematik und Physik ernannt. Am 18. Mai 1731 wurde Hamberger mit dem akademischen Beinamen Ctesibus zum Mitglied (Matrikel-Nr. 425) der Leopoldina gewählt. 1744 wurde er o. Professor der Botanik, Anatomie und Chirurgie und 1748, nach dem Tode seines Schwiegervaters, Professor der Chemie und der praktischen Medizin. Hamberger beteiligte sich auch an den organisatorischen Aufgaben der Jenaer Salana und war in den Wintersemestern 1747, 1753 Rektor der Alma Mater.
Als Anhänger der Jatro-Physik (Anwendung der Physik zur Heilung) glaubte er, sämtliche Lebensvorgänge auf einfache physikalische Gesetze zurückführen zu können, und geriet darüber mit Albrecht von Haller in einen Streit. Erst auf dem Totenbett gestand er ein, dass Haller Recht habe.

## Familie
Hamberger verheiratete sich am 14. Mai 1724 in Jena mit Sophia Margaretha Wedel, der Tochter des Jenaer Professors Johann Adolph Wedel und dessen Frau Clara Maria Beck. Aus der Ehe gingen sieben Söhne und drei Töchter hervor. Von diesen kennt man:
- Johanna Sophia Margaretha Hamberger (* 6. Januar 1726 in Jena; † 5. August 1788 ebenda) verheiratet 12. Juli 1744 in Jena mit dem Professor Christian Heinrich Eckhard
- Adolph Friedrich Hamberger (* 14. März 1727 in Jena; † 5. Februar 1750 ebenda), Professor der Medizin in Jena
- Johann Erhard Hamberger (* 12. Mai 1729 in Jena; † 1775 in Apolda) Fürstlich sächsischer Hovadvokat und später Gerichtsadvokat in Apolda, verheiratet 24. April 1763 in Jena mit Maria Sophia Wilhelmina Heiligenstadt († 14. Oktober 1814 in Jena)
- Dorothea Elisabeth Sophia Hamberger (* 25. September 1730 in Jena; † 2. Juni 1775) verheiratet 3. Mai 1756 mit dem Professor der Astronomie in Jena Basilius Christian Bernhard Wiedeburg (* 14. September 1722 in Jena; † 1. Juli 1758 ebenda)
- Johann Georg Hamberger (* 11. August 1732 in Jena; † 6. Februar 1768 ebenda) Kandidat jur.
- Clara Catharina Sophie Hamberger (* 20. Juli 1734 in Jena; † 25. Oktober 1814 ebenda) verheiratet 20. Juni 1756 in Jena mit dem Professor der Theologie in Jena Johann Christian Blasche (* 25. Mai 1718 Gießmannsdorf im Fürstentum Jauer; † 20. Januar 1792 in Jena)
- Adolph Albrecht Hamberger (* 8. Februar 1737 in Jena; † 12. December 1788 in Baltischport),[2] Dr. med., Privatdozent in Jena, seit 1782 Kreisphysikus und russischer Staatsrat in Estland[3]
- Wolfgang Friedrich Hamberger (* 9. Mai 1738 in Jena), arbeitete in Greiz als Pferdedresseur
- Johann Carl Hamberger (* 26. Juli 1740 in Jena; † jung)
- Johann Ernst Hamberger (* 30. August 1741 in Jena; † 11. Januar 1761 ebenda) Kandidat med.

## Werke (Auswahl)
- Dissertatio physica de primis fluidorum phaenomenis. Jena 1723 (Resp. Johann Tobias Wasser, Online)
- Dissertationem Physicam De Experimento, Ab Hvgenio, Pro Cavsa Gravitatis Explicanda, invento. Jena 1723 (Resp. Johann Artzt, Online)
- Elementa Physices. Methodo Mathematica in usum Auditorii Conscripta, cum Fifuris Aeneis Atqueindice. Edition Altera. Jena 1725 (Online)
- Dissertatio Medica de frigore morbifico. Jena 1725 (Resp. Johann Daniel Rucker, Online)
- Dissertatio de cohaesione et attractione corporum. Jena 1732 (Resp. Ioannes Petrus Süssmilch, Online)
- De fontium origine. Jena 1733 (Resp. Anton Friedrich Danckwert, Online)
- Elementa Physices. Methodo Mathematica in usum Auditorii Conscripta, cum Fifuris Aeneis Atqueindice. Editio Altera. Jena 1735 (Online)
- Dissertatio Mathematico-Medica Respiration Mechanismo atque usu genuio. Jena 1737 (Resp. Justus Gerhard Duising, Online)
- Elementa Physices. Methodo Mathematica in usum Auditorii Conscripta, cum Fifuris Aeneis Atqueindice. Editio Tertia. Aucta Praefatione de cautione in Experientiis recte Formandis et Adplicandis Adhibenda, et respositione ad dubia obiecta. Jena 1741 (Online)
- Dissertatio Medca Inauguraris exponens doctrinam generalem de haemorrhoidibus. Jena 1745 (Resp. Christoph Heinrich Schnell, Dr. med., Online)
- Propempticon Inaugurale quintum Dissertationi Solenni de Lipothymia praemissum quo simul ad dubia contra Mechanismum Pectoris mota Respondetur. Jena 1746 (Online)
- Dissertatio Inauguraris Medio-Chirurgica de Spina Ventosa. Jena 1746 (Resp. Philipp Ernst Maler, Online)
- Dissertatio Inauguralis Medica de morte subitanea, omni aqua per Paracentesin Abdominis simul Educta Plerumque Contingente. Jena 1747 (Online)
- Propemticon inaug. de Cyprino monstroso Rostrato primum. Dissertationi Solenni de Hypnoticis & Narcoticis praemissum. Jena 1748, (Online)
- Dissertatio Medica Inauguralis de calore humano naturali. Jena 1748 (Resp. Adolph Friedrich Hamberger, Online)
- De respirationis mechanismo et usu genuino Dissertatio. Una cum scritis quae vel illi opposita sunt vel ad controversiam de Mechanismo illo Agitatam pertinent. Accedunt his Notae in quibus ad Argumenta, dubia et criminatioes Respondetur et sententia in Dissertatione proposita ab oppugnationibus vindicatur.  Jena 1748 (Online)
- Programma Auspicale Octavum de Aere Corporibus Incluso, Dissertationi Solenni de Otalgia, clarissimi medicinae Candidati Johannes Christopheri Friderici Spillbilleri praemissum. Jena 1749, (Online)
- Dissertationem Medica Inaugurales de attrahentibus. Jena 1749 (Resp. Johann Christian Graff, Online)
- Dissertatio Medica Inaugurales de Opio. Jena 1749 (Resp. Johann Christian Burghard, Dr. med., Online)
- Dissertationem Medica Inaugurales de emeticorum agendi modo et usu. Jena 1749 (Resp. Friedrich Ludwig Wigand, Dr. med., Online)
- Dissertationem Medica Inaugurales de dolore in genere. Jena 1750 (Resp. Friedrich Theodor Fischer, Online)
- Elementa Physices. Methodo Mathematica in usum Auditorii Conscripta, cum Fifuris Aeneis Atqueindice. Editio Quarta. Aucta Praefatione de cautione in Experientiis recte Formandis et Adplicandis Adhibenda, et respositione ad dubia obiecta. Jena 1750, (Online)
- Adscensvs Vaporvm Cavsas. Jena 1750 (Resp. Adolph Friedrich Hamberger, Online)
- Programma Inaugurale de Aere Corporibus incluso, decium Dissertationi Solenni clarissimi Medicinae Doctorandi Joh. Gottlieb Hansch Gedanensis de Rigiditate Fibrarum Praemissum. Jena 1750 (Online)
- Dissertatio Inavgvralis Medica de rigiditate fibrarum. Jena 1750 (Resp. Johannes Gottlieb Hansch, Dr. med., Online)
- Dissertatio Medica Inavgvralis de vigiliis. Jena 1750 (Resp. Martin Jacob Kubas, Dr. med., Online)
- Physiologia Medica, seu de actionibus corporis humani sani doctrina Principiis Physicis a seu Editis itemque Mathematicis Atque Anatomicis superstructa. Cum Figuris Aeneis et indice. Jena 1751 (Online)
- Dissertationem Medicam Inauguralem de natura febris. Jena 1751 (Resp. Julius Albert Heinrich Zeller, Dr. med., Online)
- Dissertatio Inauguralis Medica de scirrho. Jena 1751 (Resp. Johannes Christoph Päzel, Dr. med., Online)
- Dissertatio Inavgvralis Medica De Frigore Symptomatico. Jena 1752 (Resp. Johannes Friedrich Schickard, Dr. med., Online)
- Dissertationem Medicam Inauguralem sistentem Ulcerum Pathologiam. Jena 1753 (Resp. Paul Lanii, Dr. med., Online)
- Dissertatio inauguralis medica de Inflammationum Therapia. Jena 1754 (Resp. Johann Theophil Trogmayer, Dr. med., [Dissertatio inauguralis medica de inflammationum therapia Online])
- Dissertatio Medica Inauguralis de gangraena. Jena 1754 (Resp. Martin Casimir Wenneber, Dr. med., Online)
- Dissertatio Medica Inauguralis de atonia. Jena 1755 (Resp. Johann Daniel Christoph Purckhauer, Lic. med., Online)
- Dissertatio Medica Inauguralis de apoplexia. Jena 1755 (Resp. Christian Gottfried Lange, Dr. med., Online)
- Dissertatio medica de medicamentis emollientibus, oder von den erweichenden Artzneymitteln. Jena 1757 (Online)